# شم

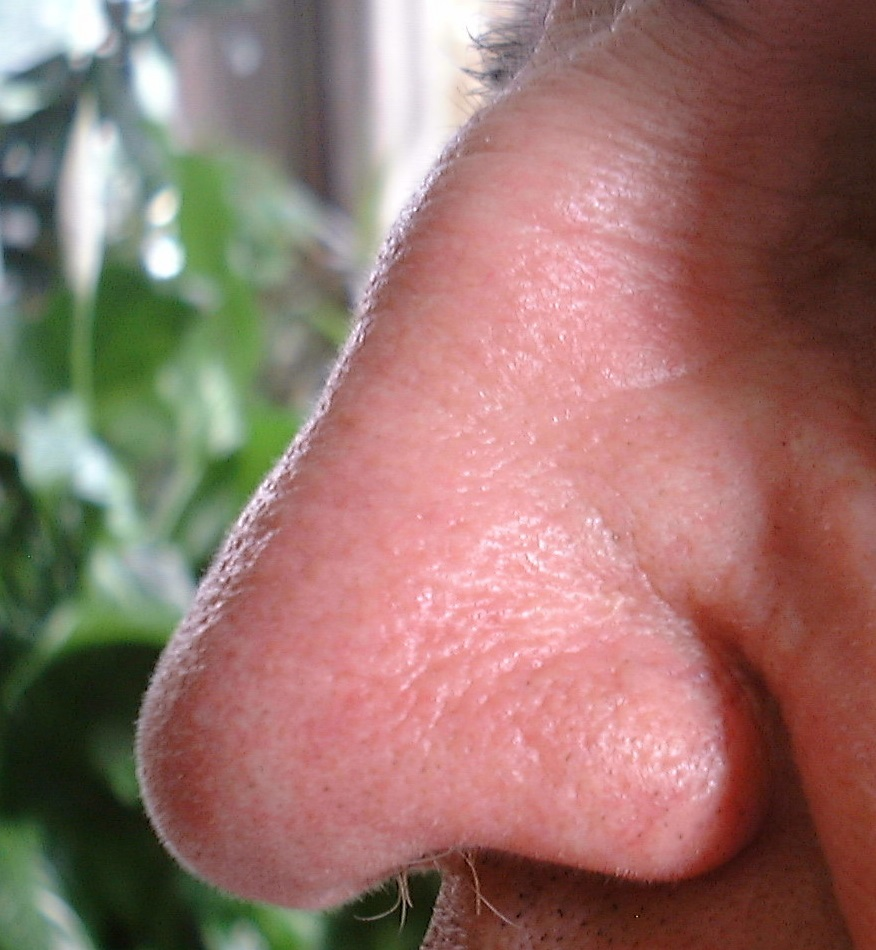
أنف الإنسان هو العضو الأساسي المسؤول عن حاسة الشم

حاسة الشم أو شم، هي إحدى حواس الإنسان الخمسة والعضو المسئول عنها هو الأنف، عن طريق استخدام الجزء العلوي من تجويف الأنف الذي يحتوي على الكثير من المراكز الحسية المكونة لبداية العصب الشمي، حيث تتعرف هذه المراكز الحسية على بعض المواد الطيارة التي تصله وترسل هذه المعلومات إلي المخ الذي يحللها. يحدث الشم بواسطة نهايات عصبية تسمى خلايا شم مستقبلة تذوب المواد في المخاط الانفى لتصل إلى الخلايا المستقبلة ومنها إلى الأعصاب حتى تصل إلى المخ الذي يقوم بترجمتها إلى روائح نميز بها المواد عن بعضها بعضا وهذه الحاسة عند الإنسان أضعف من غيره من المخلوقات مثل الكلاب.

## التنفس
لابد أن يكون التنفس من الأنف لكى نحافظ على الجهاز التنفسى سليم والتجويف الانفى عبارة عن زجزاج لكي يزيد من مساحة السطح الداخلي للأنف حيث تقوم الشعيرات الدموية بتدفئة الهواء ويوجد بالأنف شعر وذلك لحجز الأتربة والميكروبات وكذلك يوجد مواد مخاطية تعمل على ترطيب الهواء وكذلك حجز الأتربة والميكروبات

## حاسة الشم عند الحيوانات
حاسة الشم لدى الحيوانات مختلفة عن الأنسان حيث يمكنها تمييز المواد الطيارة على مسافات بعيدة وكميات ضئيلة جداً ككلاب الشرطة التي تبحث عن المفقوديين والمخدرات، وبعض الحشرات تستخدم حاسة الشم لمعرفة أماكن التكاثر والتي تستخدم قرون الأستشعار، كما أن الثعابين تستخدم لسانها في الشم.

## وصلات خارجية
- جولة مصورة: حاسة الشم التي لا نعرف عنها الكثير!  دويتشة فيله العربية.